# Dame Gigogne
Pour les articles homonymes, voir Gigogne.
Dame Gigogne, ou la mère Gigogne, est un personnage des contes et des pièces bouffonnes du théâtre forain, en faveur en France aux XVIIe et XVIIIe siècles.
Elle représente l'image de la fécondité inépuisable, renouvelant sans cesse le genre humain.
En 1602, Gigogne paraît dans la troupe des Enfants-sans-Souci ; le rôle est tenu par un homme.
En 1607, elle figure, sous la forme d'un mannequin, dans L'Accouchement de la foire Saint-Germain, ballet dansé au Louvre ; elle y accouche de seize enfants et de quatre métiers : astrologues, charlatans, peintres et coupeurs de bourses.
Elle figure, pendant tout le XVIIe siècle, dans les théâtres de marionnettes.
En 1710, elle paraît à l'opéra, dans Les Fêtes vénitiennes, entre Polichinelle et Arlequin.
Elle apparaît dans le ballet Casse-Noisette de Piotr Ilitch Tchaïkovski, à l'acte III dans la « danse de la Mère Gigogne et des polichinelles ». 

## Analogie
Par analogie, en référence à la mère Gigogne qui peut cacher des enfants sous ses jupes, on désigne en France par « gigogne » tous les objets composés de plusieurs éléments dont chacun est contenu dans le précédent : poupée gigogne, table gigogne, verre Gigogne, etc. 